# گی ابلین، افسر قبرس
گی ابلین، افسر قبرس (انگلیسی: Guy of Ibelin, constable of Cyprus; ۳۰ نوامبر ۱۲۱۹ – ۳۰ نوامبر ۱۲۵۹)، افسر نظامی در قبرس و پدر ایزابلا ابلین، ملکه پادشاهی اورشلیم بود.